# Bulbophyllum brachypetalum
Bulbophyllum brachypetalum là một loài phong lan thuộc chi Bulbophyllum.